# Aphilopota dicampsis
Aphilopota dicampsis là một loài bướm đêm trong họ Geometridae.